# Mežaparks (parc)
Le parc de la  forêt (letton : Mežaparks) est un parc public du quartier Mežaparks de Riga en Lettonie.

## Présentation
Le Mežaparks est situé à côté du lac Ķīšezers et du zoo de Riga et est entouré de zones principalement résidentielles.
La superficie du parc est de 424 hectares, dont 380 ha sont classés comme paysage naturel, 33 ha comme constructions avec verdure (y compris le zoo de Riga et le grand kiosque à musique) et 2 ha comme constructions diverses.
Le parc est librement accessible au public et constitue un lieu d'activités diverses, de loisirs ainsi que de sports actifs, y compris en hiver,.
Le parc est sillonné de sentiers asphaltés et de rues piétonnes.
Un théâtre historique en plein air a été construit à l'origine dans la partie centrale du parc en 1949, démantelé dans les années 1980 et restauré en 2003,,,.
Le parc est adjacent du côté est au lac Ķīšezers, qui est le 10e plus grand lac de Lettonie et couvre une superficie de 17,3 kilomètres carrés.
Il y a une petite plage avec des commodités et de petits embarcadères à côté du lac.
Il existe divers autres dispositifs récréatifs, tels que l'un des plus grands terrains de jeux du pays, un parc d'aventures pour enfants, une piste de BMX, une place de disc golf, un minigolf.
En 1998, le parc a été classé monument culturel local et site du patrimoine national,,.
Depuis 2016, le quartier et le parc sont classés monument culturel architectural national .

## Galerie

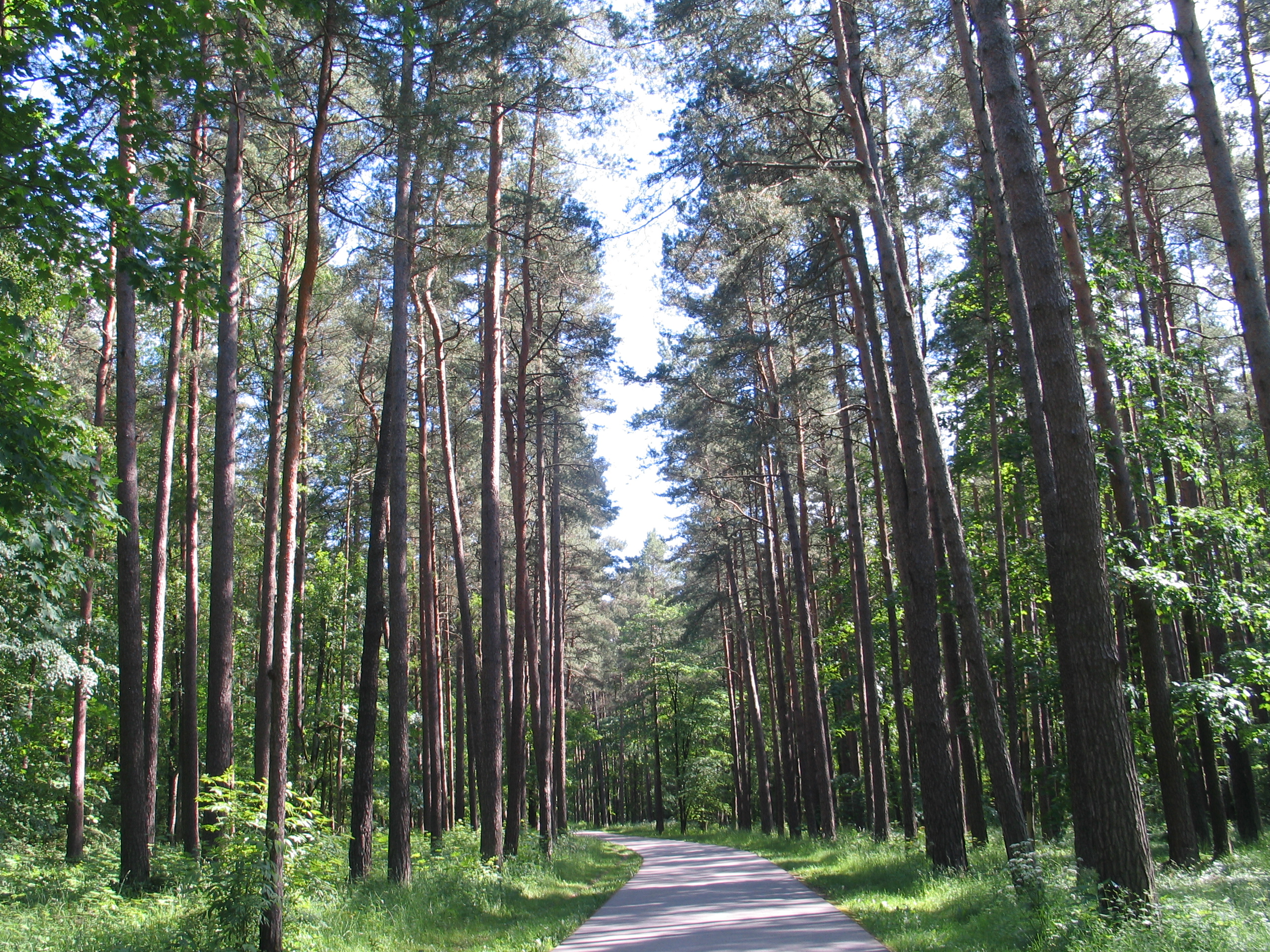
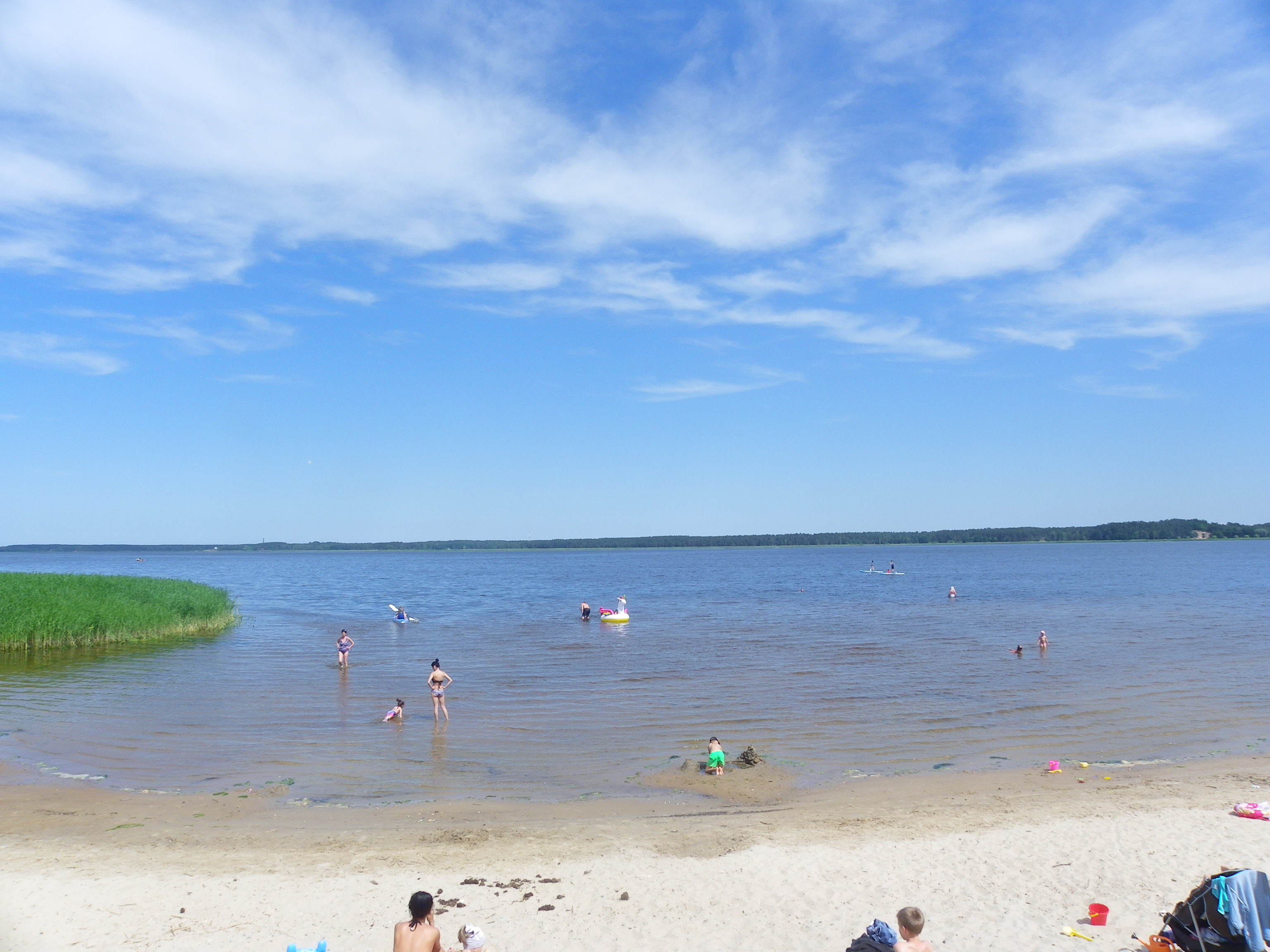
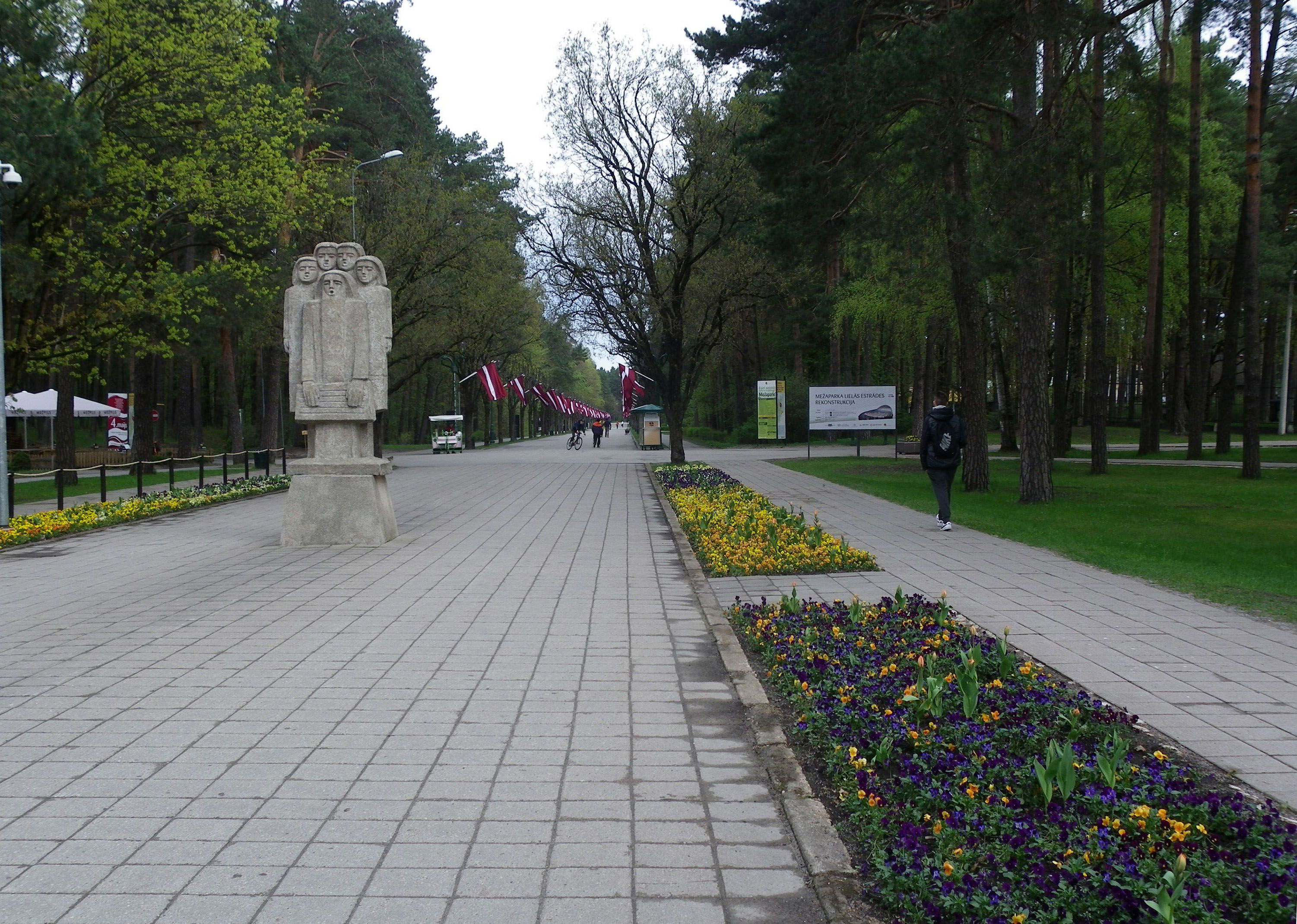
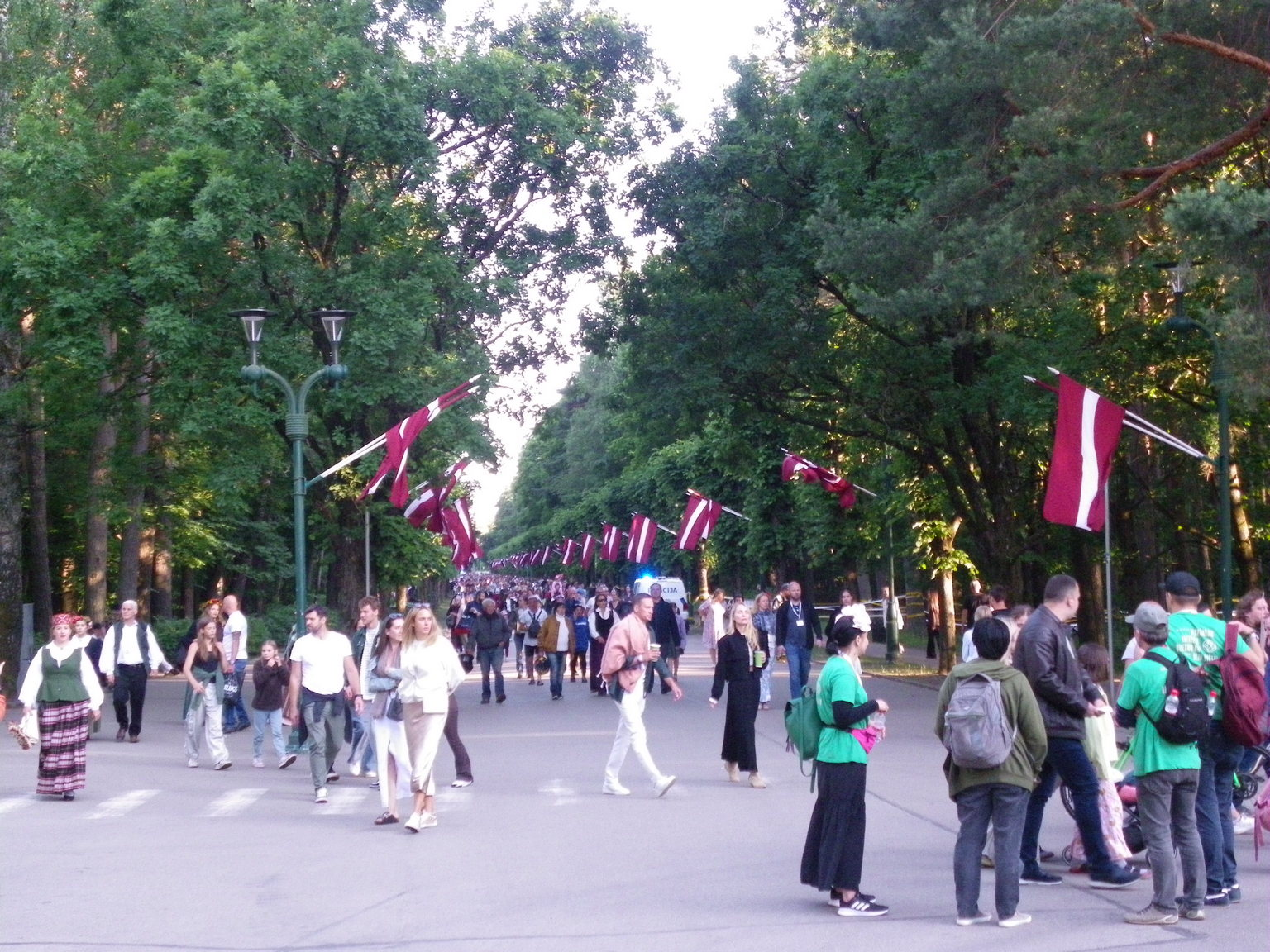

## Transport
- Bus: 2, 9, 24, 48, 58
- Tramway: 11